# Derby algérois MCA-NAHD
Le derby algérois opposant le Mouloudia Club d'Alger au Nasr Athlétique d'Hussein Dey est l'une des principales confrontations footballistiques du championnat d'Algérie. Cette rencontre se déroule habituellement au Stade de Zioui quand le NAHD est à domicile et au stade Omar Hamadi lorsque le MC Alger est à domicile, ou quelquefois au stade du 5 juillet 1962 lorsqu'il s'agit d'un "terrain neutre".

## Match par match
| Compétition                                | Match                     | Lieu                    | Score | Buteurs MCA                                            | Buteurs NAHD                                                            |
| ------------------------------------------ | ------------------------- | ----------------------- | ----- | ------------------------------------------------------ | ----------------------------------------------------------------------- |
| Championnat 1962-1963 (play-off , centre ) | MC Alger - NA Hussein Dey | Stade de Bologhine      | 1 - 0 | Hahad 10e (pen.)                                       | /                                                                       |
| Division d'honneur 1963-1964               | MC Alger - NA Hussein Dey | Stade de Bologhine      | 5 - 1 | Loucif 12e, Zeriat 27e, Lemoui 52e 81e, Aouadj 73e     | Saâdi 65e                                                               |
| Division d'honneur 1963-1964               | NA Hussein Dey - MC Alger | Stade des Frères-Zioui  | 4 - 0 | /                                                      | Oualiken 30e, Abdelkader 70e, Saâdi 85                                  |
| Championnat 1964-1965                      | NA Hussein Dey - MC Alger | Stade du 20 Aout 1955   | 1 - 1 | Aouadj Zoubir 30e                                      | Aouar 86e                                                               |
| Championnat 1964-1965                      | MC Alger - NA Hussein Dey | Stade de Bologhine      | 2 - 1 | Mourad Saâdi 41e 65e                                   | Saâdi 85e                                                               |
|                                            |                           |                         |       |                                                        |                                                                         |
| Championnat 1968-1969                      | MC Alger - NA Hussein Dey | Stade de Bologhine      | 3 - 0 | Sur tapis vert                                         | Sur tapis vert                                                          |
| Championnat 1968-1969                      | NA Hussein Dey - MC Alger | Stade des Frères-Zioui  | 0 - 1 | Tahir Hassen 8e                                        | /                                                                       |
| Championnat 1969-1970                      | NA Hussein Dey - MC Alger | Stade des Frères-Zioui  | 0 - 2 | Mesbah 23e, Amrous Tayeb 26e                           | /                                                                       |
| Championnat 1969-1970                      | MC Alger - NA Hussein Dey | Stade de Bologhine      | 0 - 0 | /                                                      | /                                                                       |
| Championnat 1970-1971                      | MC Alger - NA Hussein Dey | Stade de Bologhine      | 2 - 0 | Tahir Hassen 10e, Betrouni 75e                         | /                                                                       |
| Championnat 1970-1971                      | NA Hussein Dey - MC Alger | Stade des Frères-Zioui  | 1 - 3 | Betrouni 43e (pen.), Tahir 1 63e, Bachta 79e           | Chouchi 24e                                                             |
| Championnat 1971-1972                      | NA Hussein Dey - MC Alger | Stade des Frères-Zioui  | 0 - 1 | Betrouni 70e                                           | /                                                                       |
| Championnat 1971-1972                      | MC Alger - NA Hussein Dey | Stade de Bologhine      | 2 - 0 | Sadeg 6e Tahir Hassen 25e                              | /                                                                       |
| Championnat 1972-1973                      | NA Hussein Dey - MC Alger | Stade du 5-Juillet-1962 | 3 - 3 | Tahir Hassen 35e Draoui 48e 82e                        | Zarabi 29e Mezzedjri 74e Fergani 77e                                    |
| Championnat 1972-1973                      | MC Alger - NA Hussein Dey | Stade du 5-Juillet-1962 | 3 - 1 | Zenir 57e (pen.), Betrouni 64e, Draoui 76e             | Benalouane 69e                                                          |
| Championnat 1973-1974                      | MC Alger - NA Hussein Dey | Stade du 5-Juillet-1962 | 2 - 1 | Bousri 8', Betrouni 59'                                | Moussouni 22'                                                           |
| Championnat 1973-1974                      | NA Hussein Dey - MC Alger | Stade du 5-Juillet-1962 | 1 - 1 | Draoui 80'                                             | Moussouni 21'                                                           |
| Championnat 1974-1975                      | MC Alger - NA Hussein Dey | Stade du 5-Juillet-1962 | 1 - 1 | Zenir 85'                                              | Fergani 11'                                                             |
| Championnat 1974-1975                      | NA Hussein Dey - MC Alger | Stade du 5-Juillet-1962 | 0 - 1 | Mahiouz 77'                                            | /                                                                       |
| Championnat 1975-1976                      | MC Alger - NA Hussein Dey | Stade du 5-Juillet-1962 | 0 - 0 | /                                                      | /                                                                       |
| Championnat 1975-1976                      | NA Hussein Dey - MC Alger | Stade du 5-Juillet-1962 | 1 - 0 | /                                                      | Benalouane 62'                                                          |
| Coupe 1975-1976 (1/4)                      | MC Alger - NA Hussein Dey | Stade du 5-Juillet-1962 | 1 - 1 | Ait Hamouda 92'                                        | Zarabi 112'                                                             |
| Championnat 1976-1977                      | MC Alger - NA Hussein Dey | Stade du 5-Juillet-1962 | 2 - 3 | Zenir 45', Bellemou 64'                                | Sahli 37',57', Ait El Hocine 76'                                        |
| Championnat 1976-1977                      | NA Hussein Dey - MC Alger | Stade du 5-Juillet-1962 | 6 - 3 | Bellemou 4', 19' et 89'                                | Chenane 7',Zarabi 53',Benalouane 67' Ighil 72',Guenoun 80' Guendouz 84' |
| Championnat 1977-1978                      | NA Hussein Dey - MC Alger | Stade du 5-Juillet-1962 | 3 - 4 | Bellemou 6', 50', Betrouni 42' , 85'                   | Ighil 29', Fergani 77', Guendouz 89'                                    |
| Championnat 1977-1978                      | MC Alger - NA Hussein Dey | Stade du 5-Juillet-1962 | 1 - 1 | Mahiouz 22'                                            | Fergani 11'                                                             |
| Coupe 1977-1978 (1/8)                      | NA Hussein Dey - MC Alger | Stade du 5-Juillet-1962 | 0 - 0 | /                                                      | /                                                                       |
| Championnat 1978-1979                      | NA Hussein Dey - MC Alger | Stade du 20 Aout 1955   | 1 - 2 | Bachta 13', Bousri 19'                                 | Madjer 72'                                                              |
| Championnat 1978-1979                      | MC Alger - NA Hussein Dey | Stade du 5-Juillet-1962 | 1 - 0 | Azzouz 27'                                             | /                                                                       |
| Championnat 1979-1980                      | NA Hussein Dey - MC Alger | Stade du 20 Aout 1955   | 1 - 0 | /                                                      | Lazazi 51'                                                              |
| Championnat 1979-1980                      | MC Alger - NA Hussein Dey | Stade du 5-Juillet-1962 | 1 - 1 | Bousri 43'                                             | Guenoun 68'                                                             |
| Championnat 1980-1981                      | NA Hussein Dey - MC Alger | Stade du 20 Aout 1955   | 0 - 2 | Bellemou 23' et 84'                                    | /                                                                       |
| Championnat 1980-1981                      | MC Alger - NA Hussein Dey | Stade de Bologhine      | 2 - 2 | Zenir 40', Bellemou 74'                                | Madjer 35' et 43 '                                                      |
| Championnat 1981-1982                      | NA Hussein Dey - MC Alger | Stade du 20 Aout 1955   | 0 - 0 | /                                                      | /                                                                       |
| Championnat 1981-1982                      | MC Alger - NA Hussein Dey | Stade de Bologhine      | 1 - 1 | Bousri 60'                                             | Farhi 27' (csc)                                                         |
| Championnat 1982-1983                      | NA Hussein Dey - MC Alger | Stade du 5-Juillet-1962 | 1 - 0 | /                                                      | Ait El Hocine 1'                                                        |
| Championnat 1982-1983                      | MC Alger - NA Hussein Dey | Stade du 5-Juillet-1962 | 2 - 2 | Bellemou 15', Bouiche 31'                              | Madjer 41', Guendouz 54'                                                |
| Championnat 1983-1984                      | NA Hussein Dey - MC Alger | Stade du 20 Aout 1955   | 1 - 1 | Hadjazi 60'                                            | Merzekane 59'                                                           |
| Championnat 1983-1984                      | MC Alger - NA Hussein Dey | Stade de Bologhine      | 0 - 0 | /                                                      | /                                                                       |
| Championnat 1984-1985                      | NA Hussein Dey - MC Alger | Stade du 5-Juillet-1962 | 1 - 1 | Bouiche 7'                                             | Allili 37'                                                              |
| Championnat 1984-1985                      | MC Alger - NA Hussein Dey | Stade du 5-Juillet-1962 | 1 - 2 | Meghichi 37'                                           | Maiche 43'-Boussa 82'                                                   |
|                                            |                           |                         |       |                                                        |                                                                         |
|                                            |                           |                         |       |                                                        |                                                                         |
| Championnat 1991-1992                      | MC Alger - NA Hussein Dey | Stade du 5-Juillet-1962 | 0 - 0 | /                                                      | /                                                                       |
| Championnat 1991-1992                      | NA Hussein Dey - MC Alger | Stade du 20 Aout 1955   | 1 - 1 | Benmessahel 40'                                        | Amrouche 58'                                                            |
| Coupe de la Ligue 1992                     | MC Alger - NA Hussein Dey | Stade du 5-Juillet-1962 | 2 - 0 | Hedibel 35', Ghouli 72'                                | /                                                                       |
| Championnat 1992-1993                      | NA Hussein Dey - MC Alger | Stade du 20 Aout 1955   | 1 - 0 | /                                                      | Amrouche 80'                                                            |
| Championnat 1992-1993                      | MC Alger - NA Hussein Dey | Stade de Bologhine      | 0 - 0 | /                                                      | /                                                                       |
| Championnat 1993-1994                      | MC Alger - NA Hussein Dey | Stade du 5-Juillet-1962 | 3 - 1 | Tebbal 9' et 62', Mecheri 39'                          | Abdelouahab 42'                                                         |
| Championnat 1993-1994                      | NA Hussein Dey - MC Alger | Stade du 20 Aout 1955   | 0 - 0 | /                                                      | /                                                                       |
| Championnat 1994-1995                      | NA Hussein Dey - MC Alger | Stade du 20 Aout 1955   | 1 - 1 | Maza 44'                                               | Soufi 45'                                                               |
| Championnat 1994-1995                      | MC Alger - NA Hussein Dey | Stade du 5-Juillet-1962 | 0 - 1 | /                                                      | Si Moussi 52'                                                           |
|                                            |                           |                         |       |                                                        |                                                                         |
| Championnat 1996-1997                      | NA Hussein Dey - MC Alger | Stade du 5-Juillet-1962 | 1 - 1 | Ait Tahar 34'                                          | Megheraoui 89'                                                          |
| Championnat 1996-1997                      | MC Alger - NA Hussein Dey | Stade du 5-Juillet-1962 | 1 - 1 | Dob 24'                                                | Taguine 90'                                                             |
|                                            |                           |                         |       |                                                        |                                                                         |
| Coupe de la Ligue 2000                     | NA Hussein Dey - MC Alger | Stade du 5-Juillet-1962 | 2 - 1 | Messaoudi 48'                                          | Benkedjoune 54', Bendebka 61'                                           |
|                                            |                           |                         |       |                                                        |                                                                         |
| Championnat 2003-2004                      | MC Alger - NA Hussein Dey | Stade du 5-Juillet-1962 | 1 - 0 | Ait Athmane 65'                                        | /                                                                       |
| Championnat 2003-2004                      | NA Hussein Dey - MC Alger | Stade du 5-Juillet-1962 | 0 - 0 | /                                                      | /                                                                       |
| Championnat 2004-2005                      | NA Hussein Dey - MC Alger | Stade Tchaker           | 0 - 1 | Djabelkheir 30'                                        | /                                                                       |
| Championnat 2004-2005                      | MC Alger - NA Hussein Dey | Stade de Bologhine      | 0 - 0 | /                                                      | /                                                                       |
| Championnat 2005-2006                      | NA Hussein Dey - MC Alger | Stade du 5-Juillet-1962 | 2 - 2 | Daham 3', Badji 38'                                    | Alliche 58', Gana 86' sur penalty                                       |
| Championnat 2005-2006                      | MC Alger - NA Hussein Dey | Stade du 5-Juillet-1962 | 2 - 1 | Badache 26, Deham 70' s.pen                            | Gana 55' s.pen                                                          |
| Championnat 2006-2007                      | MC Alger - NA Hussein Dey | Stade de Reghaia        | 1 - 1 | Bâabouche 45'                                          | Chaib T 75'                                                             |
| Championnat 2006-2007                      | NA Hussein Dey - MC Alger | Stade des Frères-Zioui  | 1 - 1 | Bouguèche 30'                                          | Haliche 41'                                                             |
| Championnat 2007-2008                      | MC Alger - NA Hussein Dey | Stade du 5-Juillet-1962 | 3 - 2 | Younès 11', 76', Sidibé 61'                            | Ouznadji 17', Komara 63'                                                |
| Championnat 2007-2008                      | NA Hussein Dey - MC Alger | Stade des Frères-Zioui  | 1 - 1 | Ouznadji 29' (pen)                                     | Sidibé 82' (pen)                                                        |
| Championnat 2008-2009                      | NA Hussein Dey - MC Alger | Stade du 20 Aout 1955   | 4 - 2 | Bouguèche 4', Babouche 34'                             | Atafen 1', Nehari 16', Derrardja 49'. R.Hafid 72'                       |
| Championnat 2008-2009                      | MC Alger - NA Hussein Dey | Stade de Bologhine      | 2 - 2 | Bénié 42', 44'                                         | Hafid 17’, Jimmy 26’                                                    |
| Championnat 2009-2010                      | NA Hussein Dey - MC Alger | Stade du 5-Juillet-1962 | 0 - 1 | Derrag 13'                                             | /                                                                       |
| Championnat 2009-2010                      | MC Alger - NA Hussein Dey | Stade de Rouiba         | 2 - 0 | Bouguèche 11', Amroune 91'                             | /                                                                       |
|                                            |                           |                         |       |                                                        |                                                                         |
| Championnat 2011-2012                      | MC Alger - NA Hussein Dey | Stade de Rouiba         | 1 - 1 | Sayah 77'                                              | Souakir 90’+4                                                           |
| Championnat 2011-2012                      | NA Hussein Dey - MC Alger | Stade du 5-Juillet-1962 | 2 - 2 | Babouche 19', Sayah 66' (pen)                          | Derrardja 14', Allag 24'                                                |
|                                            |                           |                         |       |                                                        |                                                                         |
| Championnat 2014-2015                      | NA Hussein Dey - MC Alger | Stade du 20 Aout 1955   | 1 - 1 | Gourmi 4'                                              | Ouznadji 42'                                                            |
| Championnat 2014-2015                      | MC Alger - NA Hussein Dey | Stade de Bologhine      | 1 - 0 | Hachoud 40’                                            | /                                                                       |
| Championnat 2015-2016                      | NA Hussein Dey - MC Alger | Stade du 5-Juillet-1962 | 2 - 1 | Merzougui 68e                                          | Slimane Allali 41e, Zakaria Ouhadda 45e                                 |
| Championnat 2015-2016                      | MC Alger - NA Hussein Dey | Stade du 5-Juillet-1962 | 0 - 0 | /                                                      | /                                                                       |
| Coupe 2015-2016 (Finale)                   | MC Alger - NA Hussein Dey | Stade du 5-Juillet-1962 | 1 - 0 | Abderrahmane Hachoud 82e                               | /                                                                       |
| Championnat 2016-2017                      | NA Hussein Dey - MC Alger | Stade du 5-Juillet-1962 | 1 - 0 | /                                                      | Sofiane Bendebka 29e                                                    |
| Championnat 2016-2017                      | MC Alger - NA Hussein Dey | Stade du 5-Juillet-1962 | 1 - 1 | Mohamed Seguer 87e                                     | Gasmi 85e (pen.)                                                        |
| Championnat 2017-2018                      | NA Hussein Dey - MC Alger | Stade du 5-Juillet-1962 | 1 - 0 | /                                                      | Mohamed Boulaouidet 90e                                                 |
| Championnat 2018-2019                      | MC Alger - NA Hussein Dey | Stade du 5-Juillet-1962 | 2 - 1 | Ayoub Azzi 17e, Sofiane Bendebka 74e                   | Brahim Dib 90+1e                                                        |
| Championnat 2018-2019                      | NA Hussein Dey - MC Alger | Stade du 20 Aout 1955   | 1 - 0 | /                                                      | Mouaki 1'                                                               |
| Coupe 2018-2019 (1/8)                      | NA Hussein Dey - MC Alger | Stade du 20 Aout 1955   | 1 - 0 | /                                                      | Gasmi 83' (pen)                                                         |
| Championnat 2019-2020                      | MC Alger - NA Hussein Dey | Stade du 5-Juillet-1962 | 3 - 0 | Derrardja 45e, Sofiane Bendebka 65e, Benaldjia 84e     |                                                                         |
| Championnat 2019-2020                      | NA Hussein Dey - MC Alger | Stade du 5-Juillet-1962 | 0 - 0 |                                                        |                                                                         |
| Championnat 2020-2021                      | MC Alger - NA Hussein Dey | Stade du 5-Juillet-1962 | 4 - 4 | Bouzekri 7', Esso 13', 31' (p) et 74' (p)              | Boussalem 2', Yaya 40' et 45', Betrouni 69'                             |
| Championnat 2020-2021                      | NA Hussein Dey - MC Alger | Stade du 5-Juillet-1962 | 1 - 4 | Belkheir 25', Frioui 31', Morsli 82', Abdelhafid 90+5' | Boussalem 62' pén.                                                      |
| Championnat 2021-2022                      | MC Alger - NA Hussein Dey | Stade du 5-Juillet-1962 | 2 - 0 | Frioui 31' et 45+1'                                    |                                                                         |

## Bilan des confrontations
Le tableau suivant dresse le bilan des confrontations officielles entre les deux clubs algérois.
| Compétition       | Victoires du MCA | Matchs nuls | Victoires du NAHD | Total | Buts pour le MCA | Buts pour le NAHD |
| ----------------- | ---------------- | ----------- | ----------------- | ----- | ---------------- | ----------------- |
| Championnat       | 27               | 34          | 15                | 75    | 97               | 76                |
| Coupe             | 1                | 2           | 1                 | 4     | 2                | 2                 |
| Coupe de la ligue | 1                | 0           | 1                 | 2     | 2                | 1                 |
| Total             | 29               | 36          | 17                | 81    | 101              | 79                |

Le MCA a remporté le derby en aller-retour 5 fois: 1968-69,1970-71,1971-72,1978-79,2009-10. Pendant que le NAHD ne l'a fait qu'une seule fois en saison 1976-1977
La plus large victoire du moloudia : 5-1 
La plus large victoire pour le Nahd : 4-0  
Le match avec le plus nombre de buts inscrits est 9 qui revient à la victoire du NAHD 6-3 dans la saison 1976-77
La plus long série de victoires consécutive est pour l'MCA avec 4 matches 
La série de sans défaite la plus longue revient au moloudia avec 17 matchs 

## Comparaison des titres
| Équipe         | Championnat | Ligue Départementale | Coupe | Supercoupe | Coupe de la Ligue | Coupe Départementale | Compétitions nord africaines | Compétitions africaines | Total |
| -------------- | ----------- | -------------------- | ----- | ---------- | ----------------- | -------------------- | ---------------------------- | ----------------------- | ----- |
| MC Alger       | 8           | 2                    | 8     | 4          | 1                 | 2                    | 2                            | 1                       | 28    |
| NA Hussein Dey | 1           | 0                    | 1     | 0          | 0                 | 0                    | 0                            | 0                       | 2     |
| Total          | 9           | 2                    | 9     | 4          | 1                 | 2                    | 2                            | 1                       | 30    |

En gras, le club qui possède le plus grand nombre de titres que l'autre dans une compétition.

### Meilleurs buteurs
| Rang | Joueur           | Club           | Buts |
| ---- | ---------------- | -------------- | ---- |
| 1    | Bellemou         | MC Alger       | 10   |
| 2    | Omar Betrouni    | MC Alger       | 7    |
| 3    | Hassen Tahir     | MC Alger       | 5    |
| 4    | Aïssa Draoui     | MC Alger       | 4    |
| 4    | Abdelwahab Zenir | MC Alger       | 4    |
| 4    | Abdesslem Bousri | MC Alger       | 4    |
| 4    | Rabah Madjer     | NA Hussein Dey | 4    |
| 4    | Meziane Ighil    | NA Hussein Dey | 4    |

### Liste des stades
| Stade                          | Matchs | Victoires MCA | Nuls | Victoires NAHD |
| ------------------------------ | ------ | ------------- | ---- | -------------- |
| Stade du 5-Juillet-1962, Alger | 41     | 13            | 18   | 10             |
| Stade du 20-Août-1955, Alger   | 15     | 2             | 7    | 6              |
| Stade de Bologhine, Alger      | 14     | 7             | 7    | 0              |
| Stade des Frères-Zioui, Alger  | 7      | 4             | 2    | 1              |
| Stade de Rouiba, Alger         | 2      | 1             | 1    | 0              |
| Stade de Reghaia, Alger        | 1      | 0             | 1    | 0              |
| Stade Tchaker, Blida           | 1      | 1             | 0    | 0              |
| Total                          |        |               |      |                |